# П'єр Деладоншам
П'єр Деладонша́м (фр. Pierre Deladonchamps; нар. 1 червня 1978, Нансі, Франція) — французький актор. Лауреат премії «Сезар» 2014 року як найкращий молодий актор року .

## Біографія
П'єр Деладоншам народився 1 червня 1978 року в Нансі, Франція. Його мати була учителем у середній школі, у П'єра є старший брат. Закінчив Lycée Georges-de-La-Tour в Меці, бізнес-школу в Нансі і в 2011 році акторські Cours Florent у Парижі.
Акторську кар'єру Деладоншам починав знімаючись в телесеріалах, але після народження у 2010 році доньки Леоні, вирішив повернутися до Лотарингії.
У 2013 році Деладоншам зіграв свою першу велику роль у фільмі Алена Гіроді «Незнайомець на озері» за яку отримав премію «Сезар» як найкращий молодий актор року.

## Фільмографія
| Рік       |    | Українська назва                               | Оригінальна назва                       | Роль                    |
| --------- | -- | ---------------------------------------------- | --------------------------------------- | ----------------------- |
| 1997      | с  | Жозефіна: Ангел-хранитель                      | Joséphine, ange gardien                 | шевальє де Монтегю      |
| 2001—2009 | с  | Центральна ніч                                 | Central nuit                            | медбрат Рашид           |
| 2001      | с  | Сім'я на деякий час                            | Famille d'accueil                       | Стаб                    |
| 2002—2011 | с  | СестраТереза.com                               | SoeurThérèse.com                        | бойовик Зеллер          |
| 2006      | с  | R.I.S. Наукова поліція                         | R.I.S. Police scientifique              | Седрік Руссель          |
| 2008      | ф  | На скейті від смерті                           | Skate or Die                            | поліцейський на роликах |
| 2008      | с  | Ніколя ле Флок                                 | Nicolas Le Floch                        | Жан де Лангремон        |
| 2009      | тф | Луїза Мішель, бунтарка                         | Louise Michel                           | Анрі Бауер              |
| 2011      | тф | Знову у грі                                    | L'amour en jeu                          | Стен                    |
| 2013      | ф  | Незнайомець на озері                           | L'inconnu du lac                        | Франк                   |
| 2014      | ф  | Оцінювачка широкого профілю Кью: Очі Мони Лізи | Bannou kanteishi Q: Mona Riza no hitomi |                         |
| 2014      | ф  | Вищий                                          | À vif                                   | Лорен                   |
| 2015      | ф  | Одне дитинство                                 | Une enfance                             | граф                    |
| 2015      | ф  | Будинок часу                                   | House of Time                           | Луї Легарек             |
| 2016      | с  | Трепаліум                                      | Trepalium                               | Рубен Гарсія            |
| 2016      | ф  | Син Жана                                       | Le fils de Jean                         | Матьє Капельє           |
| 2016      | ф  | Вічність                                       | Éternité                                | Шарль                   |
| 2017      | ф  | Наші божевільні роки                           | Nos années folles                       | Поль Грапп / «Сюзанна»  |
| 2018      | ф  | Насолоджуватися, кохати та швидко бігати       | Plaire, aimer et courir vite            | Жак                     |
| 2018      | ф  | Лоскоти                                        | Les Chatouilles                         | Жильбер Мігуї           |
| 2021      | ф  | Ейфель                                         | Eiffel                                  | Антуан Рестак           |

## Визнання

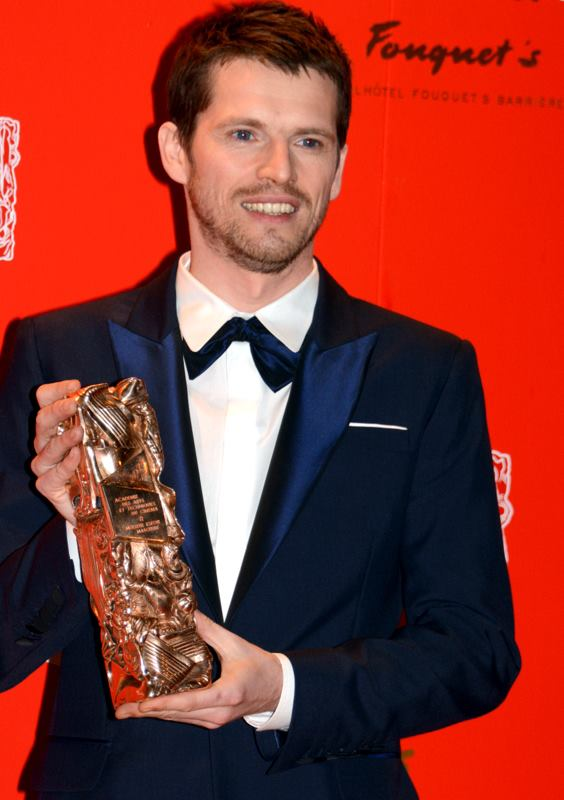
П'єр деладоншам на врученні премії «Сезар». 2014

| Рік                         | Категорія                              | Фільм                | Результат    |
| --------------------------- | -------------------------------------- | -------------------- | ------------ |
| Премія «Люм'єр»             |                                        |                      |              |
| 2014                        | Найкращий молодий актор                | Незнайомець на озері | Номінація    |
| 2017                        | Найкращий актор                        | Син Жана             | Номінація    |
| Премія «Сезар»              |                                        |                      |              |
| 2014                        | Найперспективніший актор               | Незнайомець на озері | Перемога     |
| 2017                        | Найкращий актор                        | Син Жана             | Номінація    |
| Премія CinEuphoria          |                                        |                      |              |
| 2014                        | Найкращий актор                        | Незнайомець на озері | Номінація    |
| 2014                        | Найкращий дует (разом з Крістофом Пау) | Незнайомець на озері | Номінація    |
| 2014                        | Найкращий актор — нагорода аудиторії   | Незнайомець на озері | Перемога     |
| Премія «Кришталевий глобус» |                                        |                      |              |
| 2019                        | Найкращий актор                        | Лоскоти              | В очікуванні |